# John Lukic
Jovan ("John") Lukic (Chesterfield, 11 december 1960) is een voormalig Engels voetbalkeeper met Servische roots. Lukic speelde in zijn profcarrière meer dan 600 wedstrijden op het hoogste niveau voor Leeds United en Arsenal FC. Hij was profvoetballer van 1978 tot 2001, waardoor hij actief was in 4 verschillende decennia.

## Profcarrière
Lukic startte zijn profcarrière in 1978 bij Leeds United, waar hij in 1979 zijn debuut maakte in het eerste elftal. Lukic speelde 165 competitiewedstrijden voor Leeds, alvorens in 1983 de overstap te maken naar Arsenal voor 75.000 pond. Lukic werd bij Arsenal de opvolger van Pat Jennings en won met de club de League Cup in 1987 en de landstitel in 1989. Hij stond er 223 competitiewedstrijden onder de lat.
In 1990 legde Arsenal David Seaman vast. Lukic had Seaman destijds geblokkeerd bij Leeds United, maar ditmaal won Seaman de concurrentiestrijd. Lukic keerde in datzelfde jaar terug naar Leeds voor 1 miljoen pond. In zijn tweede passage bij Leeds speelde hij 265 competitiewedstrijden en werd hij in 1992 voor de tweede keer in zijn carrière kampioen.
Leeds haalde in 1996 Nigel Martyn, waardoor Lukic voor de tweede keer in zijn carrière Leeds voor Arsenal ruilde. Deze keer werd hij echter de doublure van David Seaman en na de komst van Alex Manninger in 1997 werd hij zelfs derde doelman. In zijn tweede passage bij Arsenal speelde Lukic slechts 15 competitiewedstrijden. Op 17 oktober 2000 speelde hij door de blessure van Seaman en Manninger op 39-jarige leeftijd een Champions League-wedstrijd tegen Lazio Roma, waardoor hij op dat moment de oudste speler ooit was in de Champions League. Lukic stopte in 2001 op 40-jarige leeftijd met voetballen, waardoor hij actief was als profvoetballer in 4 verschillende decennia (jaren '70, jaren '80, jaren '90 en jaren '00).

## Trivia
- Lukic is een van de vier Engelse voetballers die actief waren in vier verschillende decennia. De andere drie waren Peter Shilton, Steve Ogrizovic en Stanley Matthews.
- Lukic speelde op 17 oktober 2000 tegen Lazio Roma op de leeftijd van 39 jaar en 311 dagen. Met deze leeftijd was hij even de oudste speler ooit in de Champions League. Het record is sinds 2007 in handen van Marco Ballotta, die 43 jaar en 168 dagen oud was tijdens zijn laatste Champions League-wedstrijd.